# معر شمالی
معر شمالی (به عربی: معرشمالی) یک روستا در سوریه است که در ناحیه حمرا واقع شده‌است. معر شمالی ۷۴۴ نفر جمعیت دارد.